# Алгебра множин
Теоретико-множинні операції
{\displaystyle {\overline {A}}\;} доповнення

{\displaystyle A\cup B\;} об'єднання

{\displaystyle A\cap B\;} перетин

{\displaystyle A\setminus B\;} різниця

{\displaystyle A\triangle B\;} симетрична різниця

{\displaystyle A\times B\;} декартів добуток
Алгебра множин — розділ теорії множин, який визначає закони композиції множин, виходячи з основних властивостей операцій над ними, а також пропонує певну систематичну процедуру для обчислення теоретико-множинних рівнянь та співвідношень.[джерело?]
З точки зору абстрактної алгебри алгебра множин — це кільце K підмножин множини R, що містить R.

## Властивості операцій на множинах
Бінарні операції об'єднання та перетину множин, задовольняють певним фундаментальним алгебраїчним властивостям. Далі вони наводяться без доведення.
ТВЕРДЖЕННЯ 1: Для будь-яких множин A, B, та C, виконуються такі співвідношення:
комутативність:
- A ∪B  =  B ∪A
- A ∩B  =  B ∩A

асоціативність:
- (A ∪B) ∪C  =  A ∪(B ∪C)
- (A ∩B) ∩C  =  A ∩(B ∩C)

дистрибутивність операції перетину відносно об'єднання:
- A ∪(B ∩C)  =  (A ∪B) ∩(A ∪C)
- A ∩(B ∪C)  =  (A ∩B) ∪(A ∩C)

Як можна спостерігати з наведених співвідношень, з точки зору основних властивостей можна провести певну аналогію між операцією об'єднання множин та операцією множення чисел, операцією перетину множин та операцією додавання чисел. Ця аналогія розвивається в наступному твердженні:
ТВЕРДЖЕННЯ 2: Для будь-якої підмножини A універсальної множини U, справедливі наступні співвідношення:
- властивості нуля

- A ∪Ø  =  A
- A ∩CA  =  Ø

- властивості одиниці

- A ∩U  =  A
- A ∪СA  =  U

Тут елементи Ø та U є нейтральними елементами відносно операцій ∪ та ∩ відповідно, тобто такими, що не впливають на результат операції, аналогічно тому, як в звичайній алгебрі дійсних чисел такими елементами на операціях множення та складання є 1 та 0 відповідно. Але, на відміну від звичайного множення та складання, в алгебрі операцій перетину та об'єднання множин не існує зворотного елементу.
Наведені закони складають основу алгебри множин. Всі інші співвідношення можуть бути виведені з них безпосередньо.

## Принцип дуальності
Наведені вище співвідношення демонструють цікаву закономірність. Якщо в якомусь з законів провести заміни ∪ на ∩, а також Ø на U, то він залишиться справедливим. Це фундаментальна властивість алгебри множин, яка має назву принципа дуальності.......

## Додаткові співвідношення алгебри множин
ТВЕРДЖЕННЯ 3: Для будь-яких підмножин A та B універсальної множини U, справедливі наступні твердження:
ідемпотентність:
- A ∪A  =  A
- A ∩A  =  A

домінування:
- A ∪U  =  U
- A ∩Ø  =  Ø

поглинання:
- A ∪(A ∩B)  =  A
- A ∩(A ∪B)  =  A

ТВЕРДЖЕННЯ 4: Нехай A та B — підмножини універсуму U, тоді:
правила де Моргана:
- С(A∪B)  =  CA∩CB
- C(A∩B)  =  CA∪CB
- CCA  =  A
- CØ  =  U
- CU  =  Ø

ТВЕРДЖЕННЯ 5: Нехай A та B — підмножини універсуму U, тоді:
однозначність доповнення:
- Якщо A ∪B  =  U, та A ∩B  =  Ø тоді B = СA.

## Часткова впорядкованість
На множині X можна ввести відношення порядку ⊆, яке задовольняє наступним властивостям:
ТВЕРДЖЕННЯ 6: Якщо A, B та C — деякі множини, то:
рефлексивність:
- A ⊆ A

антисиметричність:
- A ⊆ B та B ⊆ A тоді й тільки тоді, якщо A = B

транзитивність:
- If A ⊆ B та B ⊆ C тоді A ⊆ C

Це твердження говорить про те, що множина  X є алгебраїчною структурою, або решіткою, і якщо вона дистрибутивна (що показано в твердженні 1) та для кожного елементу існує його доповнення, то така структура має назву булевої алгебри (таке визначення булевої алгебри не є математично строгим, докладніше дивись в статті Булева алгебра).
ТВЕРДЖЕННЯ 7: Якщо A, B та C — підмножини S, то виконується наступне:
- Ø ⊆ A ⊆ S
- A ⊆ A ∪B
- Якщо A ⊆ C та B ⊆ C то A ∪B ⊆ C
- A ∩B ⊆ A
- Якщо C ⊆ A та C ⊆ B то C ⊆ A ∩B

ТВЕРДЖЕННЯ 8: Для будь-яких множин A та B, наступні твердження еквівалентні:
- A ⊆ B
- A ∩B  =  A
- A ∪B  =  B
- A − B  =  Ø
- BC ⊆ AC

## Алгебра доповнень
ТВЕРДЖЕННЯ 9: Для універсальної множини U та підмножин A, B, та C з U, справедливе наступне:
- C − (A ∩B)  =  (C − A) ∪(C − B)
- C − (A ∪B)  =  (C − A) ∩(C − B)
- C − (B − A)  =  (A ∩C) ∪(C − B)
- (B − A) ∩C  =  (B ∩C) − A  =  B ∩(C − A)
- (B − A) ∪C  =  (B ∪C) − (A − C)
- A − A  =  Ø
- Ø − A  =  Ø
- A − Ø  =  A
- B − A  =  AC ∩B
- (B − A)C  =  A ∪BC
- U − A  =  AC
- A − U  =  Ø